# Sonora fasciata
Sonora fasciata — вид змій родини полозових (Colubridae). Ендемік Мексики.

## Поширення і екологія
Sonora fasciata мешкають на півдні Каліфорнійського півострова, від гори Трес-Віргінес на південь до Ель-Тріунфо. Вони живуть у піщаних, піщано-гравійних та глинистих пустелях, серед дюн, в арройо (сухих руслах річок), в колючих чагарникових та кактусових заростях, на скелястих схилах пагорбів. Віддають перевагу піщаним рівнинами, де змії мовби «пливуть» у піску, зрідка виходячи на поверхню. Активні вночі. Живляться комахами, багатоніжками та скорпіонами. Відкладають яйця, в кладці 2-4 яйця.